# Das Rollover-Komplott
Das Rollover-Komplott (Rollover) ist ein US-amerikanischer Thriller von Alan J. Pakula aus dem Jahr 1981.

## Handlung
Der Ehemann von Lee Winters, Chef des Unternehmens Winterchem Enterprises, wird ermordet, nachdem er ein Geheimkonto unter der Nummer 21214 entdeckt hatte. Lee Winters untersucht die Hintergründe der Tat und führt gleichzeitig die Geschäfte ihres Mannes weiter. Sie lernt den Finanzmanager Hubbell Smith kennen, den sie später heiratet.
Smith und Winters kommen dahinter, dass das Konto Arabern gehört, die dubiose Transaktionen tätigen. Sie versuchen, Winters als unbequeme Zeugin zu töten. Später entführen sie ihren Ehemann.
Die Araber geraten in Panik und ziehen ihr Geld von den Konten in den USA ab. Der Film endet mit einer Weltwirtschaftskrise.

## Kritiken
- Das Lexikon des internationalen Films schrieb, der Film sei ohne große Ambitionen inszeniert. Seine melodramatischen Elemente seien eher platt und konventionell.[1]
- Der Film Das Rollover-Komplott wird von Jack Shaheen in seinem Dokumentarfilm Reel Bad Arabs als bemerkenswert antiarabisch kritisiert. Einerseits arbeite der Film mit antiarabischen Stereotypen und bediene sich darüber hinaus Verschwörungstheorien.

## Auszeichnungen
Kris Kristofferson wurde im Jahr 1982 zusammen mit seiner Leistung in Heaven’s Gate für die Goldene Himbeere als Schlechtester Schauspieler nominiert.

## Hintergrund
Der Film wurde in New York City, in Levittown (Nassau County) und in Albany gedreht. Er spielte in den Kinos der USA ca. 10,85 Millionen US-Dollar ein.